# Francesco I da Carrara
Francesco I da Carrara, także Francesco il Veccchio (ur. 29 września 1325 w Padwie, zm. 6 października 1393 w Monzy) – władca Padwy w latach 1355–1388 z rodu Carraresich.

## Biografia
Był synem Jacopo II da Carrara. Cesarz Karol IV mianował go w roku 1354 wikariuszem cesarskim. Francesco prowadził politykę mającą na celu wzmocnienie państwa, tocząc walki w północno-wschodniej Italii i zawierając korzystne sojusze, m.in. z Królestwem Węgier, Republikami Genui i Florencji oraz patriarchą Akwilei. Zajął: Feltre, Cenedy, Belluno, Cividale oraz Treviso. Prowadził walki z Republiką Wenecką. Po zrzeczeniu się władzy w 1388 roku władcą Padwy został jego syn Francesco Novello da Carrara.
Francesco I da Carrara promulgował w 1362 nowy kodeks ustawowy dla miasta. By uniezależnić się od Wenecji podejmował próby bicia monety z własnym wizerunkiem, sprowadzając do tego celu rzemieślników z Florencji. Wydał dekret przyznający obywatelstwo i zwalniający z podatków producentów wełny, którzy osiedliliby się na obszarze Padwy. Inwestował duże sumy w bankach padewskich. Stopniowo jednak polityka fiskalna, spowodowana prowadzonymi wojnami, przede wszystkim w końcowym okresie rządów, przyczyniła się do niechęci, jaką zaczęli żywić względem Carraresich padewczycy.